# شاخ‌بزی
 شاخ بزی(نام علمی: Aloe arborescens،Candelabra Aloe) ، نام یک گونه از سرده سگل‌ها است. به عنوان گیاهی زینتی در باغ‌ها و گلدان‌ها کشت می‌شود.
گیاهی با چند سر است که ارتفاع آن گاهی به اندازه یک درخت (حدود ۲ تا ۳ متر) نیز می‌رسد. برگ ها گوشتی و به رنگ سبز مایل به آبی کمرنگ هستند. در حاشیه برگ‌ها، خارهای فراوانی وجود دارد. گل‌ها به صورت خوشه‌ای در گل آذین‌ها قرار می‌گیرند. از هر رزت گیاه، دو تا چندین خوشه گل می‌تواند خارج شود. گل آذین‌ها به صورت استوانه‌ای شکل و به رنگ قرمز – نارنجی دیده می‌شوند.

## شرایط نگهداری
- نور: زیاد
- آبیاری و رطوبت: کمی خشک
- دما: ۲۰ تا ۳۰ درجه سانتیگراد
- خاک و تغذیه: خاک های سبک و زهکش دار یا خاک های لومی با مواد آلی مناسب